# Связь в Андорре
Связь в Андорре развивается за счёт телекоммуникационной компании Andorra Telecom, ранее известной как Служба телекоммуникаций Андорры (кат. Servei de Telecomunicacions d'Andorra). Компания занимается развитием телефонной связи, Интернета, а также отвечает за радио- и телевещание в стране.

## Телефонная связь
- Андорра имеет собственный национальный телефонный код 376, хотя ранее она использовала код Франции 33.
- В стране насчитывается 37200 выделенных телефонных линий (на 2007 год): в мире по этому показателю Андорра занимает 171-е место.
- В стране насчитывается 68500 пользователей мобильной связи (на 2007 год): в мире по этому показателю Андорра занимает 187-е место.
- Современная телефонная система включает в себя и радиорелейную связь. Каналы международной связи проходят через Испанию и Францию.

## Радио
В стране есть единственная FM-радиостанция, но жители Андорры имеют возможность прослушивать передачи как французских, так и испанских радиостанций. Общественно-правовой вещатель в стране Радио и телевидение Андорры. С 1939 по 1981 годы в стране вещало Радио Андорра: после истечения срока его лицензии вещание не возобновлялось, но при этом остались два заброшенных передатчика в Энкампе и на Пик-Бланк. В настоящее время крупнейшей андоррской радиостанцией является Национальное радио Андорры. Число радиоприёмников: 16 тысяч на 1997 год.

## Телевидение
5 декабря 1995 был запущен Andorra Televisió, первый официальный телеканал Андорры. С 25 сентября 2007 прекращено его аналоговое вещание и доступно только цифровое вещание. За цифровое вещание отвечает служба Televisió Digital Terrestre: благодаря её деятельности в стране доступны для просмотра телеканалы Франции и Испании (в том числе и телевидение Каталонии). В 1997 году в стране насчитывалось 27 тысяч телеприёмников.

## Интернет
Единственным Интернет-провайдером в стране является национальная телефонная компания SOM: в 1990-е годы в стране появился Интернет по технологии dial-up, но его быстро вытеснил ADSL с фиксированной скоростью 2 Мбит/с. В городах используется оптоволоконная связь, дающая скорость в 100 Мбит/с. Компания SOM дала обещание предоставить оптоволоконные соединения в городских зонах к 2010 году. В 2008 году в стране насчитывалось 23368 интернет-хостов: по этому показателю в мире Андорра занимала 90-е место. Пользователей было зарегистрировано 58900 в 2007 году (161-е место в мире). В стране есть национальный домен верхнего уровня .ad.